# Suaeda longifolia
Suaeda longifolia är en amarantväxtart som beskrevs av Karl Heinrich Koch. Suaeda longifolia ingår i släktet saltörter, och familjen amarantväxter. Inga underarter finns listade i Catalogue of Life.